# Монастырь Акисино
Монастырь Акисино или Акисино-дэра (яп. 秋篠寺, «монастырь осеннего бамбука») — буддийский монастырь в Японии.

## Краткие сведения
Акисино-дэра принадлежал сектам Хосо, Сингон, Дзюдо, но сейчас является самостоятельным религиозным учреждением. По преданию, он был основан монахом Дзэнсю (善珠) в VIII веке. В 780 году, в правление императора Конин, Акисино был пожалован надел в 100 крестьянских дворов, а в 812 году было добавлено во владение такое же количество земель.
Монах и первый настоятель монастыря Дзэнсю провёл церемониальный молебен во имя кронпринца Атэ, будущего императора Хэйдзэй. В благодарность за это кронпринц поместил в храме портрет монаха после его смерти.
В 1135 году монастырь полностью сгорел, но вскоре был отстроен.
В XIII веке, в период Камакура, монастырь вел борьбу за землю и воду с соседним храмом Сайдайдзи.
Сегодня монастырь Акисино известен благодаря статуе божества Гигэйтэн и Главному Залу, который занесен в список национальных сокровищ Японии. Вход на территорию монастыря платный.